# Madden NFL 21
Madden NFL 21 è un videogioco di football americano, sviluppato da EA Tiburon e pubblicato da Electronic Arts a partire dal 6 agosto 2020.
Si tratta del trentaquattresimo capitolo della serie videoludica Madden NFL. L'uscita della versione per console e Microsoft Windows del titolo è stata anticipata dalla distribuzione di Madden NFL 21 Mobile, porting di Madden NFL 21 per Android e iOS, consistente in un rinnovamento del precedente Madden NFL Mobile.
Il gioco è stato reso disponibile in edizione standard, deluxe e MVP.

## Copertina
Il 16 giugno 2020 viene annunciato che nella copertina del titolo sarebbe figurato Lamar Jackson, allora quarterback dei Baltimore Ravens, già insignito del premio di miglior giocatore dell'anno per la stagione 2019. A causa delle restrizioni imposte in conseguenza della pandemia di COVID-19, tuttavia, non sono stati realizzati scatti inediti del giocatore, e sono invece state impiegate fotografie di repertorio di Shawn Hubbard, fotografo ufficiale dei Baltimore Ravens.

## Novità
Il titolo ha introdotto schemi inediti di pass rushing e nuove esultanze non preimpostate. L'8 settembre 2020 EA Sports ha annunciato che il gioco avrebbe reso nuovamente disponibile l'impiego dell'atleta Colin Kaepernick, apparso l'ultima volta in Madden NFL 17 prima di rimanere senza contratto professionistico a partire dal 2017. È stata inoltre resa disponibile l'inedità modalità di gioco nota come The Yard.

## Colonna sonora
All'interno del titolo è stata resa disponibile una colonna sonora non originale per un ammontare complessivo di 18 tracce, realizzate da artisti quali Anderson Paak, Jack Harlow, Denzel Curry e altri. Nelle modalità di gioco Face to the Franchise e The Yard è inoltre disponibile una colonna sonora originale realizzata dal compositore Kris Bowers.

## Accoglienza
L'aggregatore di recensioni online Metacritic riporta una valutazione media tramite le critiche professionali pari a 63/100 per la versione per PlayStation 4 e a 69/100 per la versione per Xbox One. Con un voto di 6/10, la webzine IGN critica accesamente il mancato miglioramento della modalità Franchise, manifestando tuttavia apprezzamento per la modalità The Yard. Pur con un incoraggiante voto di 7,75/10, Game Informer ammette la mancanza di innovazione nel titolo. La rivista Forbes ha definito Madden NFL 21 uno dei punti più bassi mai toccati nella storia della serie videoludica.
Il titolo è stato accolto in maniera pesantemente negativa dal pubblico. Già a partire dal giorno stesso della pubblicazione della versione per PlayStation 4, Xbox One e Microsoft Windows, il gioco è stato soggetto a review bombing su piattaforme quali Metacritic, nelle quali si sono finite per registrare valutazioni medie degli utenti al di sotto di 1/10.